# 薩爾杜爾峰

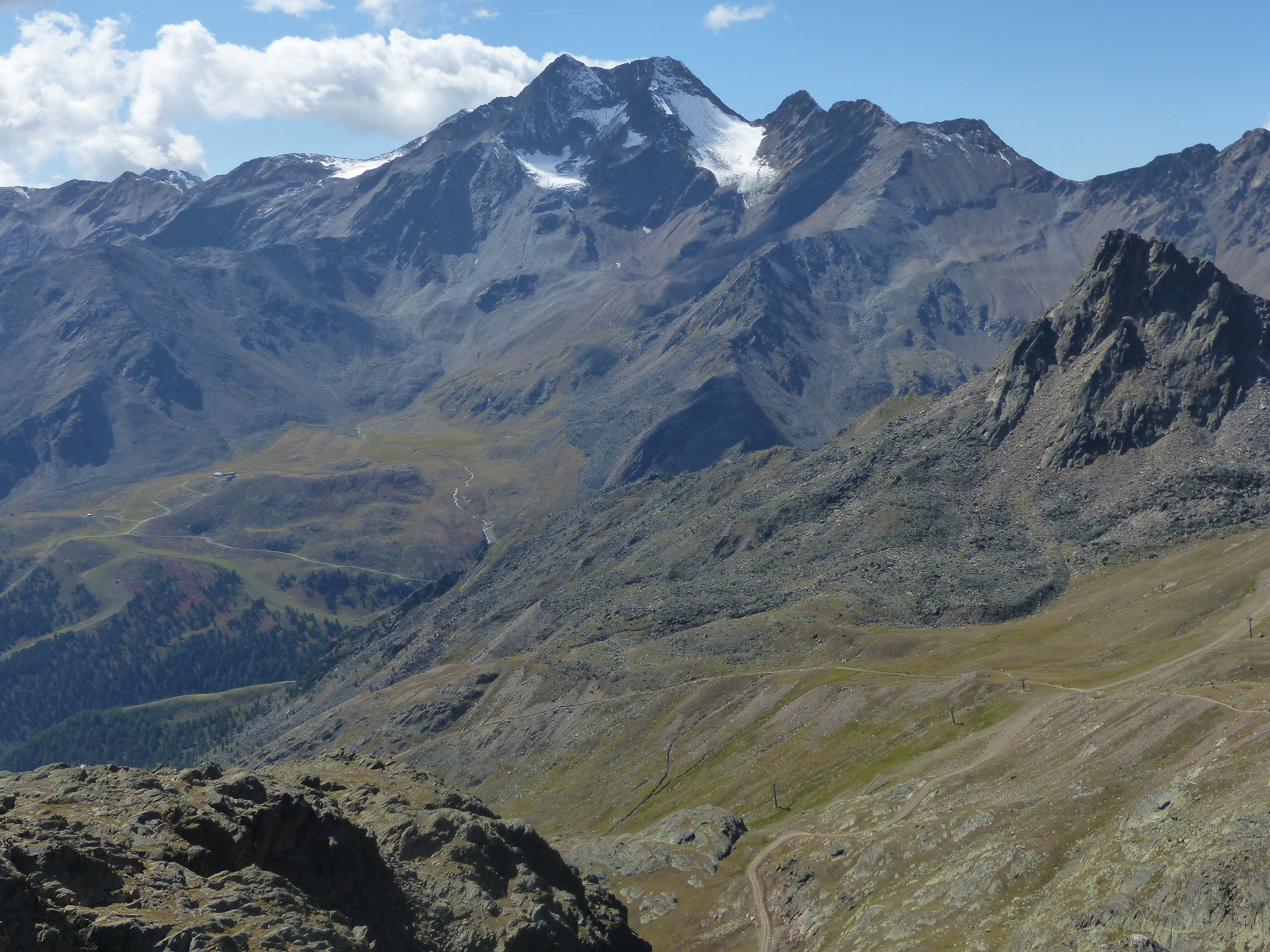

46°44′26″N 10°44′09″E / 46.740683°N 10.735968°E
薩爾杜爾峰（義大利語：Saldurspitze），是意大利的山峰，位於該國東北部，由博爾扎諾-南蒂羅爾自治省負責管轄，屬於奧茨塔爾阿爾卑斯山脈的一部分，距離拉戈因峰0.3公里，海拔高度3,433米，人類在1853年首次登頂。